# Lingua ciacava
Il ciacavo o ciacavico (čakavski o čakavsko narječje) è una lingua parlata in Croazia.
Costituisce uno dei tre gruppi che compongono il continuo linguistico delle lingue slave sud-occidentali, accanto al caicavo e allo stocavo (serbocroato). Il suo nome deriva dal pronome interrogativo ča? (che cosa?), che corrisponde al kaj? e allo što? delle altre due lingue.

## Area di diffusione

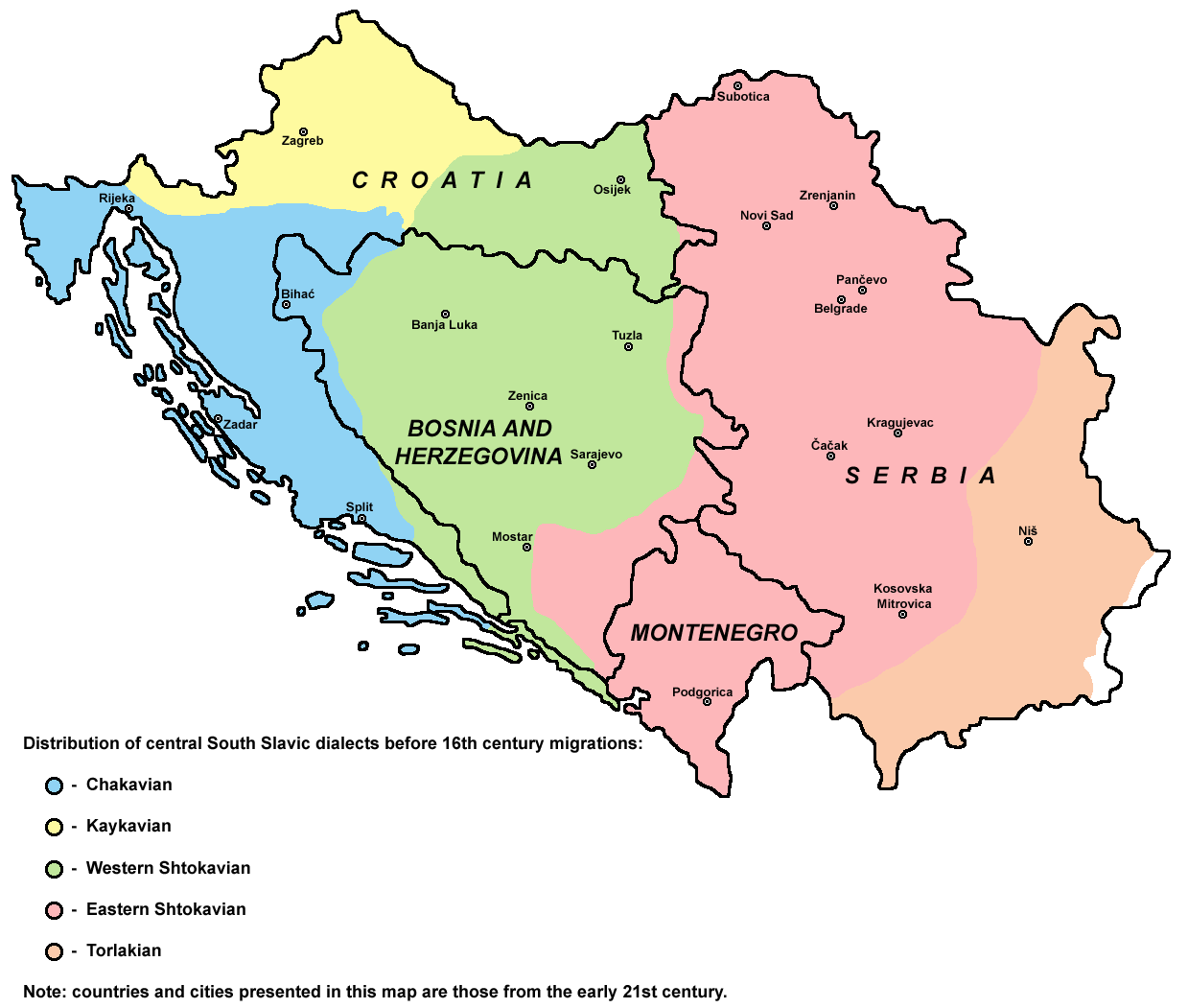
Diffusione del ciacavo prima delle migrazioni del XVI secolo
È parlato in diverse varianti (dialetti), maggiormente lungo il litorale adriatico orientale, ossia in aree di antico contatto con il mondo romanzo.
- in tutta l'Istria
- nel Quarnaro
- nel Quarnarolo
- lungo il Primorje, dall'Istria fino a Segna
- lungo il litorale dalmata: tra il mare di Novegradi e Vodizze; tra Vinišće e Donja Poljica (fino ad Almissa), a ovest della penisola di Sabbioncello
- in tutte le isole dalmate, a esclusione di Meleda e delle isole a sud di Sabbioncello
- nell'isola di Lagosta
- zona del Gorski kotar
- zona di Gacka
- zona della Lika
- area della Krbava
- in alcune zone dello Pokuplje (lungo la valle del fiume Kupa), fino a Karlovac

Fuori dai confini croati ci sono comunità di parlanti čakavi nel Burgenland, in Moravia, nella regione del Banato, nello Hrvatski Čenej, oltre che in alcuni villaggi dell'entroterra ungherese e romeno.

## Le varianti ciacave
I principali gruppi di dialetti sono:
- dialetto di Pinguente o dell'Alto Quieto (con lo jat che diviene e chiusa)
- dialetto dell'Istria sudoccidentale (con lo jat che diviene i)
- ciacavo settentrionale (con lo jat che diviene e)
- ciacavo centrale (con lo jat che prende le forme di i ed e)
- ciacavo meridionale (con lo jat che diviene i)
- ciacavo di Lagosta (con lo jat che diviene je)

## Nella storia e nella letteratura croata
Nella storia della letteratura il ciacavo è la prima lingua letteraria dei Croati. Nella sua forma antica, che tuttavia si è in buona parte tramandata, sono stati stilati alcuni dei testi storici della letteratura croata, prima fra tutti la Judita di Marulo/Marulic. Col passare del tempo sul ciacavo prevalsero lo stocavo e il caicavo come lingue letterarie, ma ciò non toglie che comunque i primi testi normativi della lingua croata furono scritti o poggiarono in larga misura su di esso: si fa riferimento in questo caso alle opere di Bartol Kašić, di Giacomo Micaglia, di Juraj Križanić, di Ivan Tomko Mrnavić, di Francesco Maria Appendini, di Fausto Veranzio, di Ardelio della Bella, di Josip Voltić.
Essendosi sviluppato a stretto contatto con il dalmatico, l'italiano ed il veneto, lingue parlate anche dalla maggioranza degli scrittori croati, sino all'Ottocento, è inevitabile che il suo vocabolario contenga una infinità di termini romanzi. 